# Osman Zeki Üngör
Osman Zeki Üngör (Estambul, 1880 - Ibídem, 28 de febrero de 1958), compositor, director de orquesta, virtuoso del violín.
Es un artista que es conocido como el compositor del himno nacional de la República de Turquía. El músico que se levantó como el primer kemancısı turco en la corte otomana [1]; Es el primer violinista turco que toca conciertos de violín de muchos compositores clásicos de música occidental en Turquía.
Dirigió la orquesta del palacio otomano, que constituye la base de la actual Orquesta Sinfónica Presidencial; Garantizar que la orquesta dará conciertos públicos por primera vez en Estambul y los primeros conciertos sinfónicos en la nueva capital Ankara después del anuncio de la república.
En el establecimiento del Colegio de Maestros Musicales de las primeras grandes instituciones educativas de la República, el mayor estímulo es un educador del pasado. El compositor es el padre de Ekrem Zeki Ün.